# Klaus Ferdinand Gärditz
Klaus Ferdinand Gärditz (* 1975 in Trostberg, Oberbayern) ist ein deutscher Rechtswissenschaftler.

## Leben
Nach seinem Abitur 1994 in Wasserburg am Inn studierte Gärditz zunächst ein Semester lang Pharmazie an der Universität Greifswald. Dann studierte er Rechtswissenschaften an der Rheinischen Friedrich-Wilhelms-Universität Bonn und promovierte 2002 unter Hans-Ullrich Paeffgen. Er war 2002 kurzzeitig als Verwaltungsrichter in Rheinland-Pfalz tätig und von 2002 bis 2004 als Rechtsanwalt in der Kanzlei Boesen in Bonn. 2009 habilitierte er sich unter Wolfgang Kahl und erhielt eine Anstellung als Hochschullehrer an der Universität Bonn.
Seit Juli 2014 ist er stellvertretendes Mitglied des Verfassungsgerichtshofs für das Land Nordrhein-Westfalen und seit März 2015 im Nebenamt Richter am Oberverwaltungsgericht für das Land Nordrhein-Westfalen (8. Senat). 2020 wurde er in die Nordrhein-Westfälische Akademie der Wissenschaften und der Künste (Klasse für Geisteswissenschaften) aufgenommen.
In Hoflieferanten (2023) beschäftigt sich Gärditz mit Wissenschaftsfreiheit und Wissenschaftskommunikation aus juristischer Perspektive. Seiner Ansicht nach fehlt es der Wissenschaftskommunikation sowie den Kultur- und Sozialwissenschaften selbst an Standards. Unter anderem plädiert Gärditz für ein ‚Outcalling‘ sich selbstinszenierender und erkenntnisverfälschender Wissenschaftler als Selbstregulativ durch Fachkollegen.
Gärditz ist Vorsitzender des Beirates des Studiengangs Master of Intelligence and Security Studies.
Gärditz ist verheiratet und hat zwei Kinder.

## Werke (Auswahl)
- Hoflieferanten: wie sich Politik der Wissenschaft bedient und selbst daran zerbricht, S. Hirzel Verlag, Stuttgart 2023, ISBN 978-3-7776-3300-8
- (Hrsg.) Verwaltungsgerichtsordnung: VwGO Kommentar, Carl Heymanns, Köln 2013.
- hrsg. mit Louis Pahlow: Hochschulerfinderrecht. Ein Handbuch für Wissenschaft und Praxis, Springer, Berlin 2011.
- Strafprozeß und Prävention – Entwurf einer verfassungsrechtlichen Zuständigkeits- und Funktionenordnung, Mohr Siebeck, Tübingen 2002 (Dissertation).
- Europäisches Planungsrecht. Grundstrukturen eines Referenzgebiets des europäischen Verwaltungsrechts, Mohr Siebeck, Tübingen 2009.
- Hochschulorganisation und verwaltungsrechtliche Systembildung,  Mohr Siebeck, Tübingen 2009 (Habilitation).
- Weltrechtspflege, Duncker und Humblot, Berlin  2006.
- mit Manfred Spieker, Christian Hillgruber: Die Würde des Embryos. Ethische und rechtliche Probleme der Präimplantationsdiagnostik und der embryonalen Stammzellforschung. (= Veröffentlichungen der Joseph-Höffner-Gesellschaft. Band 1). Ferdinand Schöningh 2012, ISBN 978-3-506-77649-5.